# 西和夫
西 和夫（にし かずお、1938年（昭和13年）7月1日 - 2015年（平成27年）1月3日）は、日本の建築史家。工学博士。神奈川大学名誉教授。元日本建築史学会会長。
各地の歴史を活かした町づくりにも関わる。

## 来歴
- 1962年、早稲田大学理工学部建築学科卒業。
- 1967年、東京工業大学大学院博士課程修了。
- 1967年、日本工業大学助教授。
- 1977年、神奈川大学助教授。
- 1978年、神奈川大学教授。
- 1983年、日本建築学会賞（論文）受賞。

## 著書
- 『江戸時代の大工たち』　学芸出版社 (1980/02)
- 『図解 古建築入門―日本建築はどう造られているか』　彰国社 (1990/11)
- 『桂離宮物語―人と建築の風景』　筑摩書房 (ちくまライブラリー)  (1992/11)
- 『建築史研究の新視点一～三』中央公論美術出版、1999～2001年
- 『海を渡った大工道具―日蘭交流400年』 (神奈川大学評論ブックレット) 御茶の水書房 (2000/05)
- 『海・建築・日本人』日本放送出版協会（NHKブックス）(2002/08)
- 『長崎出島オランダ異国事情』角川書店（角川叢書） (2004/09)
- 『建築史から何が見えるか―日本文化の美と心』　彰国社 (2009/02)
- 『三渓園の建築と原三渓』 有隣堂、2012年11月